# وعلان ستولزي
وعلان ستولزي (الاسم العلمي:Commelina stolzii) هو نوع من النباتات يتبع جنس الوعلان من الفصيلة الوعلانية.